# Tropidophis battersbyi
Tropidophis battersbyi là một loài rắn trong họ Tropidophiidae. Loài này được Laurent mô tả khoa học đầu tiên năm 1949.